# Тянукса (река, впадает в Выгозеро)
Тянукса — река в России, протекает по территории Валдайского сельского поселения Сегежского района Республики Карелии. Длина реки — 12 км, площадь водосборного бассейна — 89,1 км².
Река берёт начало из болота без названия на высоте 112,6 м над уровнем моря.
Течёт преимущественно в северо-западном направлении по заболоченной местности.
Река в общей сложности имеет шесть притоков суммарной длиной 26 км.
Втекает на высоте 89,4 м в Выгозеро.
Населённые пункты на реке отсутствуют.
Код объекта в государственном водном реестре — 02020001212102000005585.

## Фотографии
|  |  |